# Граждане Вселенной
«Граждане Вселенной» — советский кинофильм, снятый режиссёром Николаем Спириденко в 1984 году на киностудии «Мосфильм».
Премьера состоялась 2 января 1985 года.

## Сюжет
Третьеклассник Дима Голованов, прозванный «Головастиком», находит приглашение на встречу с инопланетянами в почтовом ящике. Он должен сохранить это в тайне, но его одноклассница Даша Гущина об этом узнаёт. В результате, вместо ожидаемой встречи с пришельцами, на место сбора приходит весь 3-й «Б» класс под руководством молодой учительницы Нины Григорьевны.
Когда инопланетяне не появляются, педагог решает обратиться за советом к своим родственникам. В итоге выясняется, что письма о встрече были написаны Петей и Катей, чтобы выяснить, готовы ли их одноклассники к контакту с внеземной цивилизацией. Несмотря на отсутствие пришельцев, встреча помогает детям лучше узнать друг друга и сблизиться.

## В ролях
- Маша Ковтун — Даша Гущина
- Катя Голубева — Катя Синицына
- Серёжа Селезнёв — Петя Скворцов
- Денис Ястребов — «Бомбар»
- Митя Литвинов — «Головастик»
- Ян Хвилер — «Мямля»
- Денис Давыдов — Славик Каплин
- Татьяна Божок — Нина Григорьевна
- Владимир Борисов — Антон Кротов
- Екатерина Васильева — Валентина Серафимовна
- Евгения Ханаева — бабушка
- Рина Зелёная — прабабушка
- Мария Виноградова — бабушка Гущина
- Александр Юшин — папа Каплин
- Георгий Бурков — лектор
- Елена Финогеева — мама Димы

## Съёмочная группа
- Авторы сценария: Наталья Азимова, Ирина Тимченко
- Режиссёр-постановщик: Николай Спириденко
- Оператор-постановщик: Всеволод Симаков
- Художник-постановщик: Ирина Шретер
- Композитор: Борис Рычков
- Звукооператор: Лия Беневольская
- Режиссёр: Полина Сырцова
- Оператор: Валерий Куракин
- Художник по костюмам: Татьяна Вадецкая
- Художник-гримёр: Г. Григорьева
- Монтажёр: Лидия Милиоти
- Оператор комбинированных съёмок: Юрий Потапов
- Художник комбинированных съёмок: Б. Вольский
- Музыкальный редактор: Александр Беляев
- Редактор: Е. Семагина
- Директор картины: А. Миронов

## Критика
Кинокритик Л. Семёнова, в своей статье на страницах газеты «Советская культура», писала:
Логическая задача ясна, а художественного решения, на мой взгляд, не получилось. Отношения между детьми прочерчены слабо, возможно, потому, что все силы были брошены на фабульное и декорационное оформление пришельцев…Л. Семёнова

## Фестивали и награды
- 1984 — XIV фестиваль молодых кинематографистов студии «Мосфильм» — Приз Татьяне Божок за лучшее исполнение женской роли[2]